# Syria 10
Syria 10 è un album della cantante italiana Syria, pubblicato il 27 maggio 2014.
Il primo singolo estratto è Odiare, scritto tra gli altri dall'amico Max Pezzali.

## Tracce
1. Odiare - 3:51 (Max Pezzali, Fortunato Zampaglione, Francesco De Benedittis)
2. Squalo - 3:23 (S. Maggioni, D. Moroldi)
3. È tutto chiaro feat. Katerfrances - 3:21 (S. Fontana, A. Pelusio, D. Di Martino, C. Di Sciascio)
4. Semplice - 3:46 (P. Lambroni Capalbo, S. Tognini, P. Galimi)
5. Come stai - 3:28 (Massimiliano Zanotti, M. Dagani, L. Bressan)
6. Sono io - 3:35 (A. Mazzantini, N. Vignali, Peppi Nocera, E. Pepe)
7. Imparando a volare - 3:15 (Andrea Nardinocchi, F. Campedelli, D. Chiara, O. Angiuli)
8. Fuori dal tempo - 3:28 (A. Mariano, D. Lazzarin)
9. Innamoratissima - 3:57 (C. e A. La Bionda, S. Righi, S. Rota, Rocco Tanica, C. Minellono)
10. Tutti i colori del mondo - 4:11 (E. Pepe)

## Classifiche
| Classifica (2014) | Posizione |
| ----------------- | --------- |
| Italia            | 78        |